# Valea Ursului (Tâmna), Mehedinți
Valea Ursului este un sat în comuna Tâmna din județul Mehedinți, Oltenia, România.

## Vezi și
- Biserica de lemn din Valea Ursului